# Tramwaje w Gliwicach
Tramwaje w Gliwicach – element systemu komunikacji tramwajowej konurbacji górnośląskiej funkcjonujący na terenie Gliwic, będący częścią sieci należącej do Tramwajów Śląskich.  
Obecnie jest to najkrótsza czynna miejska sieć tramwajowa w Polsce. Czynny jest wyłącznie około 250-metrowy odcinek od zajezdni tramwajowej, mieszczącej się w gliwickiej dzielnicy Zatorze, do granicy Gliwic i Zabrza, na którym znajduje się jeden przystanek. Na ostatniej czynnej linii na terenie Gliwic tramwaje zostały zlikwidowane (zawieszone) 1 września 2009 roku i zastąpione przez autobusy.

## Informacje ogólne
Długość torów od pętli tramwajowej na terenie dzielnicy Wójtowa Wieś do granicy Gliwic wynosiła około 8,5 km. Gliwicki odcinek linii zawierał 3 odcinki jednotorowe.

## Historia

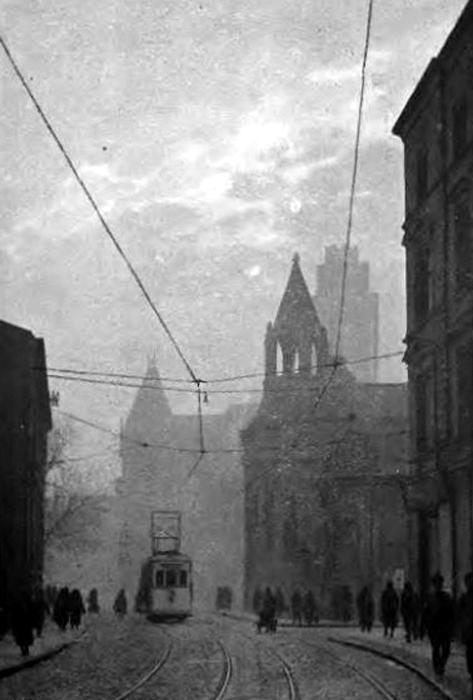
Gliwice – Tramwaj na ulicy Siemińskiego (dawnej Wieczorka, a jeszcze dawniej Klosterstraße) na wysokości przystanku Park Mickiewicza

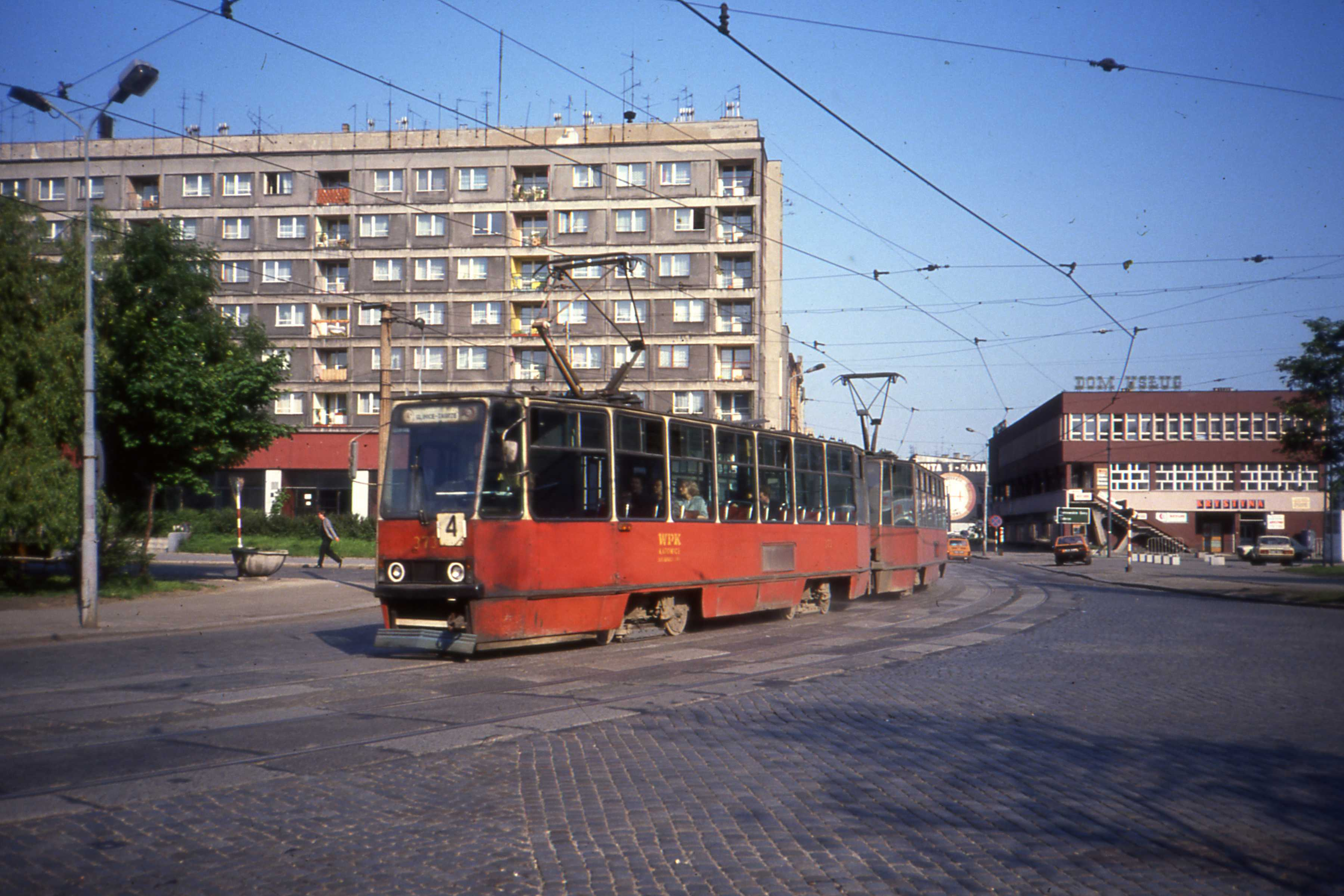
Gliwice – Tramwaj linii numer 4 wjeżdżający na plac Piastów (1991)

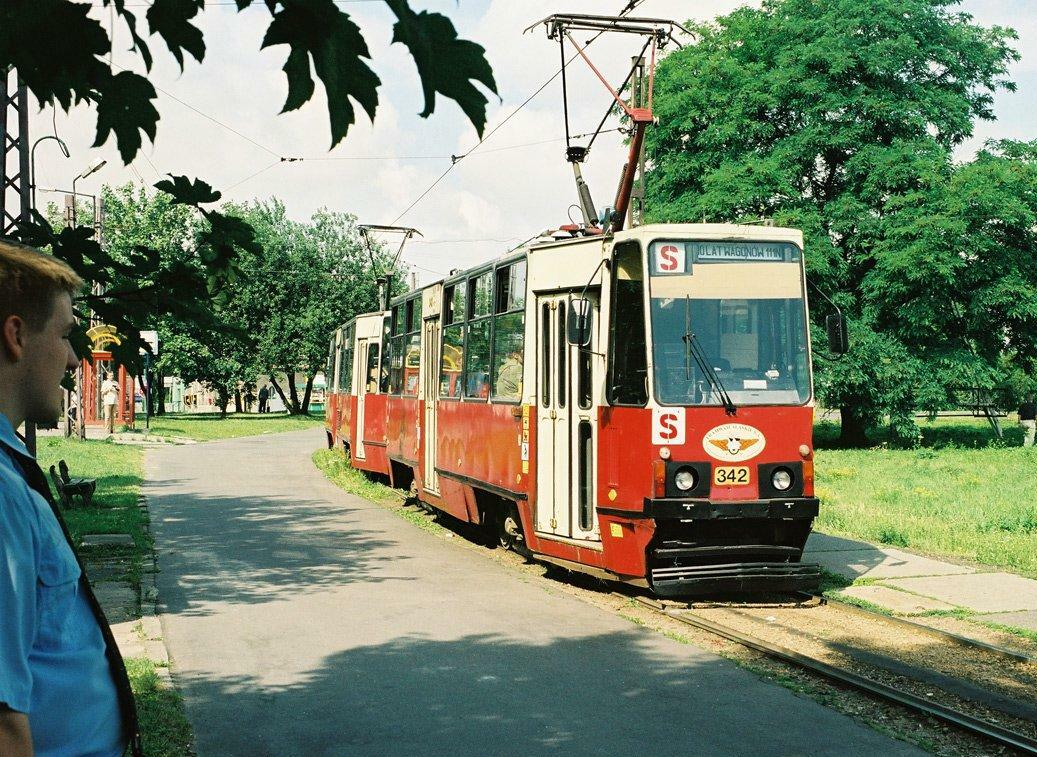
Gliwice – dzielnica Wójtowa Wieś – Tramwaj Konstal 111N na pętli tramwajowej

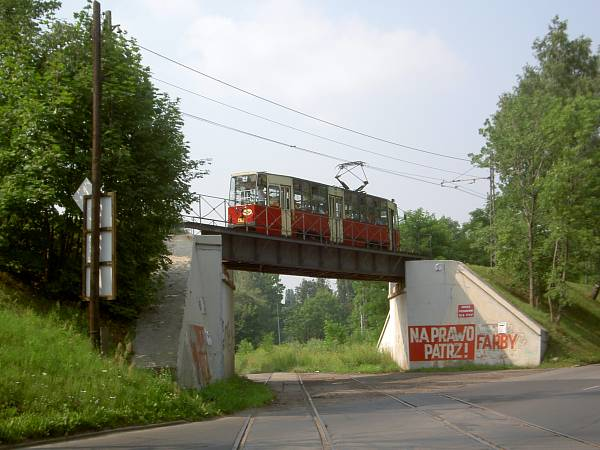
Gliwice – Linia numer 4 – Konstal 111N na wiadukcie wzdłuż ulicy Chorzowskiej (2005)

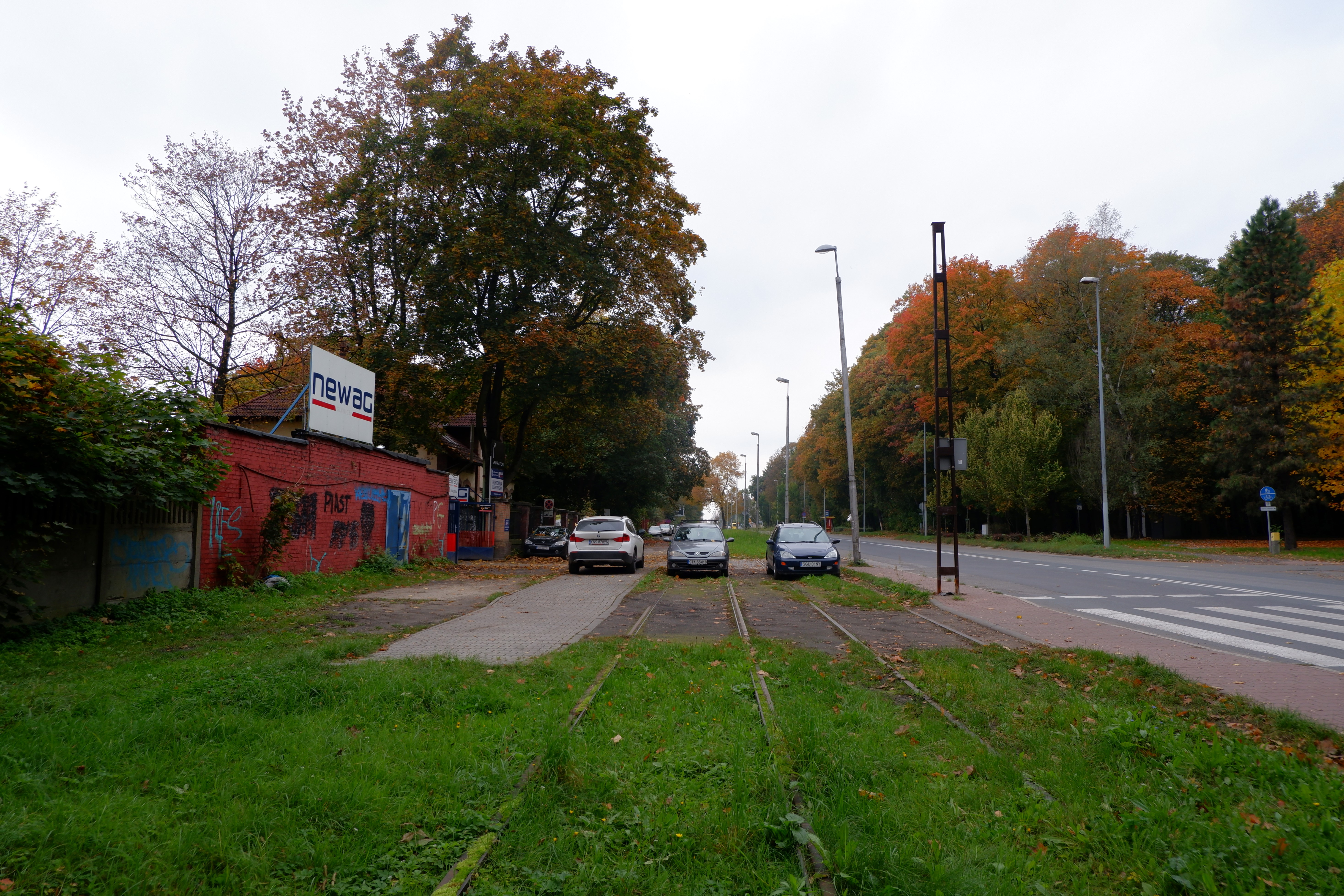
Opuszczone torowisko wzdłuż ulicy Chorzowskiej (2022)

Historia tramwajów w Gliwicach sięga drugiej połowy XIX wieku.
24 kwietnia 1892 roku została podpisana umowa pomiędzy miastem Bytom, a firmą Kramer & Co., na mocy której miała zostać wybudowana pierwsza linia tramwajowa na Górnym Śląsku. Umowa zakładała, że linia miała przebiegać z Gliwic przez Zabrze, Chebzie, Królewską Hutę, Bytom do Piekar Śląskich. W tym samym czasie zostały zawarte podobne umowy z miastami Zabrze i Gliwice.
Gliwicki odcinek linii tramwajowej uruchomiono 26 sierpnia 1894 roku. Cała linia z Piekar Śląskich do Gliwic liczyła 34,5 km. W tym okresie powstała również pierwsza zajezdnia w Gliwicach obok tak zwanego Lasku Miejskiego, przy ulicy Chorzowskiej.
W pierwszych latach do prowadzenia wagonów stosowano parowozy specjalnie przystosowane do poruszania się po ulicach miast. Jednak po protestach mieszkańców Gliwic i Bytomia narzekających na hałas przejeżdżających tramwajów, wiosną 1895 roku wprowadzono w centrach Gliwic i Bytomia tramwaje konne. Lokomotywa dojeżdżała na granic miasta, a od dworca kolejowego do obecnego placu Inwalidów Wojennych kursowały tramwaje konne.

### Likwidacja
W maju 2009 roku Prezydent Miasta Gliwice Zygmunt Frankiewicz wystąpił do KZK GOP z wnioskiem o likwidację komunikacji tramwajowej na terenie miasta Gliwic. KZK GOP 26 maja 2009 rozpatrzył pozytywnie wniosek prezydenta. Zarówno wniosek prezydenta Frankiewicza, jak również Uchwała Zarządu KZK GOP została zaskarżona do Samorządowego Kolegium Odwoławczego w Katowicach i czeka obecnie na rozpatrzenie.
Decyzja prezydenta wywołała falę protestów mieszkańców Gliwic przeciwko likwidacji tramwajów w mieście. W ich obronie powstał między innymi Obywatelski Komitet Obrony Tramwajów i Promocji Komunikacji Miejskiej, a 17 czerwca 2009 roku Grupa Inicjatywna Referendum dla Gliwic rozpoczęła zbieranie podpisów pod referendum o odwołanie prezydenta i Rady Miasta pod hasłem: TAK dla Tramwaju, NIE dla Prezydenta.
31 sierpnia 2009 roku odbyły się obchody 115 lat tramwajów w Gliwicach połączone z ich pożegnaniem, gdyż był to ostatni dzień funkcjonowania tramwajów w Gliwicach. Podczas obchodów po gliwickich torach kursował specjalny pożegnalny tramwaj Konstal 105N-2K na linii numer 4.
11 września 2009 roku po przeprowadzeniu weryfikacji zebranych podpisów Komisarz Wyborczy w Katowicach ogłosił referendum w sprawie odwołania Rady Miasta Gliwice oraz Prezydenta Gliwic przed upływem kadencji. Termin przeprowadzenia referendum został wyznaczony na dzień 8 listopada 2009 roku. W referendum udział wzięło prawie 20 tysięcy mieszkańców, a blisko 90% z nich opowiedziało się przeciwko władzom miasta, a tym samym za powrotem tramwajów do Gliwic. Referendum było nieważne ze względu na brak odpowiedniej frekwencji (minimum 33 tysiące mieszkańców).
27 kwietnia 2010 roku pojawiła się informacja w lokalnych gliwickich mediach o możliwości likwidacji torowisk. Stowarzyszenie Grupa Inicjatywna i Obywatelski Komitet Obrony Tramwajów i Promocji Komunikacji Miejskiej w Gliwicach, skierowały apel do władz Tramwajów Śląskich o niepodejmowanie pochopnych decyzji o likwidacji części torowisk na wniosek władz Gliwic do czasu jesiennych wyborów samorządowych, by ewentualne nowe władze miały możliwość przywrócenia komunikacji tramwajowej.
Ostatecznie w połowie 2010 roku rozpoczęto proces systematycznego demontażu torowisk, który trwa do chwili obecnej (2025 rok). Odcinki torów demontowane są sukcesywnie w miarę prowadzenia remontów poszczególnych ulic.

### Kalendarium
- 1892
  - 24 kwietnia – podpisanie umowy pomiędzy śląskimi miastami, między innymi z Gliwicami, Bytomiem i Zabrzem, a firmą Kramer & Co. na wybudowanie pierwszej linii tramwajowej na Śląsku
- 1894
  - 26 sierpnia – uruchomienie gliwickiego odcinka linii tramwajowej
- 1893/1894 – budowa zajezdni tramwajowej w Gliwicach obok tak zwanego Lasku Miejskiego przy ulicy Chorzowskiej
- 1898
  - 3 października – elektryfikacja gliwickiego odcinka linii tramwajowej
- 1928
  - 17 września – przekucie torów (zmiana szerokości) z 785 na 1435 mm na gliwickim odcinku
- 1971 – budowa pętli tramwajowej na terenie dzielnicy Wójtowa Wieś w Gliwicach
- 1972
  - 1 lutego – budowa nowej zajezdni tramwajowej w Gliwicach przy ulicy Chorzowskiej, przy granicy z Zabrzem
- 1972
  - maj – likwidacja zajezdni tramwajowej przy tak zwanym Lasku Miejskim
- 1985 – likwidacja starej linii 2 w ciągu ulic: Pszczyńska, Mikołowska, Dworcowa
- 1986 – likwidacja starej linii 1 w ciągu ulic: Zygmunta Starego, Tadeusza Kościuszki, Nowy Świat, Jana Pawła II, Dworcowa

1992–1993 – podczas remontu wiaduktu na ul. Zabrskiej w Gliwicach i Zabrzu linię 4 obsługiwały dwukierunkowe składy 111N wyprodukowane specjalnie na tę okoliczność
- 1995 – likwidacja torów w ciągu ulic: Konstytucji, Dworcowa, Dolnych Wałów
- 2004 – powrót linii 1, która kursowała z Pętli na Wójtowej Wsi do Pętli na Chebziu w Rudzie Śląskiej aż do zawieszenia w 2009 roku
- 2009
  - maj – wystąpienie Prezydenta Miasta Gliwice do KZK GOP z wnioskiem o likwidację komunikacji tramwajowej na terenie miasta Gliwice
  - 26 maja – pozytywne rozpatrzenie wniosku Prezydenta Miasta Gliwice przez KZK GOP w sprawie likwidacji komunikacji tramwajowej na terenie miasta Gliwice
  - 17 czerwca – rozpoczęcie zbierania podpisów pod referendum w sprawie odwołania Prezydenta Miasta Gliwice i Rady Miejskiej
  - 20 czerwca – dzień otwarty zajezdni w Gliwicach połączony z paradą tramwajów na ulicach Gliwic oraz kursowaniem jubileuszowej linii tramwajowej o numerze 115, który symbolizował 115 lat tramwajów w Gliwicach i na Górnym Śląsku
  - 1 września – zawieszenie kursowania tramwajów w mieście po 115 latach ich obecności na gliwickich ulicach
  - 8 listopada – odbyło się referendum, które okazało się nieważne ze względu na brak odpowiedniej frekwencji (minimalny próg to około 33 tysiące mieszkańców), jednak prawie 90% z około 20 tysięcy mieszkańców biorących w nim udział, opowiedziało się przeciwko władzom miasta, a tym samym za powrotem tramwajów do Gliwic
- 2010
  - 27 kwietnia – pojawiają się informacje w lokalnych gliwickich mediach o prawdopodobnej likwidacji torowisk
  - 18 czerwca – rozpoczęcie demontażu torów tramwajowych na ulicy Józefa Wieczorka
  - 2 lipca – rozpoczęcie demontażu torów tramwajowych na ulicy Dolnych Wałów
  - 20 lipca – rozpoczęcie demontażu torów tramwajowych na wiadukcie w ciągu ulicy Zabrskiej
- 2011
  - luty – demontaż tramwajowych przewodów trakcyjnych od połowy ulicy Zwycięstwa do pętli tramwajowej
  - kwiecień – demontaż tramwajowych przewodów trakcyjnych od wiaduktu w ciągu ulicy Zabrskiej do połowy ulicy Zwycięstwa
  - 29 kwietnia – rozpoczęcie demontażu torów tramwajowych na skrzyżowaniu ulic Zwycięstwa i ul. Stefana Wyszyńskiego
  - 8 lipca – rozpoczęcie demontażu torów tramwajowych na pętli tramwajowej na terenie dzielnicy Wójtowa Wieś
  - 13 października – rozpoczęcie demontażu torów tramwajowych na skrzyżowaniu ulic Ignacego Daszyńskiego i Tadeusza Kościuszki
- 2012
  - 29 września – Dzień Otwarty Zajezdni Tramwajowej w Gliwicach połączony z obchodami 40-lecia nowej Zajezdni Tramwajowej w Gliwicach[9]
- 2013
  - marzec – demontaż zabytkowych torów tramwajowych (zabytkowa mijanka wąskotorowa) na remontowanej części ulicy Górnych Wałów
  - 11 maja – rozpoczęcie demontażu torów tramwajowych na moście nad rzeką Kłodnicą w ciągu ulicy Zwycięstwa
  - 25 maja – rozpoczęcie demontażu torów tramwajowych na części ulicy Zwycięstwa
  - 13 czerwca – rozpoczęcie demontażu torów tramwajowych na części ulicy Daszyńskiego w pobliżu pętli tramwajowej
  - wrzesień – montaż zabytkowych torów tramwajowych (zabytkowa mijanka wąskotorowa) na remontowanej części ulicy Górnych Wałów
- 2014
  - marzec – demontaż zabytkowych torów tramwajowych (zabytkowy zakręt wąskotorowy z ulicy Górnych Wałów w ulicę Zygmunta Starego) na remontowanej części ulicy Górnych Wałów
  - 18 grudnia – rozpoczęcie demontażu torów tramwajowych na części ulicy Zwycięstwa, w związku z budową tunelu w ciągu DTŚ
- 2015
  - styczeń/luty – montaż zabytkowych torów tramwajowych (zabytkowy zakręt wąskotorowy z ulicy Górnych Wałów w ulicę Zygmunta Starego) na remontowanej części ulicy Górnych Wałów
  - 5 maja – rozpoczęcie demontażu torów tramwajowych na skrzyżowaniu ulicy Ignacego Daszyńskiego z ulicami Adama Mickiewicza, Generała Józefa Sowińskiego i Kozłowską w związku z budową ronda
- 2016
  - 25 lipca – rozpoczęcie demontażu torów tramwajowych na części ulicy Ignacego Daszyńskiego[10]
  - 28 września – rozpoczęcie demontażu torów tramwajowych na kolejnej części ulicy Ignacego Daszyńskiego
- 2017
  - 23 września – Dzień Otwarty Zajezdni Tramwajowej w Gliwicach połączony z obchodami 45-lecia nowej Zajezdni Tramwajowej w Gliwicach[11]
- 2018
  - 30 sierpnia – rozpoczęcie demontażu torów tramwajowych na części ulicy Jagiellońskiej[12]
  - 2 września – rozpoczęcie demontażu torów tramwajowych na części ulicy Zabrskiej[13]
- 2019
  - 11 marca – rozpoczęcie demontażu torów tramwajowych na części ulicy Jagiellońskiej[14]
  - 5 listopada – rozpoczęcie demontażu torów tramwajowych na części ulicy Zabrskiej[15]
- 2020
  - 16 listopada - podpisano umową na wykonanie prac remontowych w ramach zadania inwestycyjnego „Przebudowa przejazdu drogowo-tramwajowego ul. Knurowskiej z ul. Wolności na granicy miast Gliwic i Zabrza”[16]
- 2021
  - 25 stycznia – rozpoczęcie demontażu torów tramwajowych na części ulicy Zabrskiej[17]
  - 8 lutego - uruchomiono nową linię numer 2 na trasie Gliwice Zajezdnia - Bytom Plac Sikorskiego[18]
  - 22 lutego - rozpoczęto prace remontowe w ramach zadania inwestycyjnego „Przebudowa przejazdu drogowo-tramwajowego ul. Knurowskiej z ul. Wolności na granicy miast Gliwic i Zabrza”[19]
  - maj – zakończono remont torów tramwajowych na ulicy Chorzowskiej od granicy miasta Gliwice z miastem Zabrze do zajezdni tramwajowej w Gliwicach[20]
  - 16 listopada – rozpoczęcie demontażu torów tramwajowych na części ulicy Zwycięstwa[21]
  - 17 listopada – rozpoczęcie demontażu torów tramwajowych na części Bohaterów Getta Warszawskiego[22]

## Linie

### Aktualne
Na mapkach z przebiegiem linii na szaro oznaczono trasy zlikwidowane w 2009 roku na terenie Gliwic. Tory są sukcesywnie likwidowane od 18 kwietnia 2010 roku.
| Linia | Schemat | Trasa | Liczba przystanków | Czas przejazdu | Tabor                              |
| ----- | ------- | --- | ------------------ | -------------- | ---------------------------------- |
| 1     |         | Gliwice Zajezdnia Chorzowska – (Zabrze) Wolności – pl. Wolności – Wolności – (Ruda Śląska) Zabrzańska – Dworcowa – Chebzie Pętla | 22/23              | 35/39 min      | Konstal 105Na / Alstom Citadis 100 |
| 2     |         | Gliwice Zajezdnia – Chorzowska – (Zabrze) Wolności – pl. Wolności – Powstańców Śląskich – Profesora Zbigniewa Religi - Bytomska - (Bytom) Stara Cynkownia - Konstytucji - Zabrzańska - Plac Wolskiego - Jagiellońska - Stanisława Moniuszki - Bytom Plac Sikorskiego | 25/26              | 36 min         | Konstal 105Na / Ptm / Moderus Beta |
| 4     |         | Gliwice Zajezdnia – Chorzowska – (Zabrze) Wolności – pl. Wolności – Wolności – Zaborze Pętla | 20                 | 36 min         | Konstal 105Na / Alstom Citadis 100 |

### Zawieszone
Na mapkach z przebiegiem trasy na szaro oznaczono zlikwidowane w 2009 torowisko na terenie Gliwic.
| Linia | Schemat | Trasa | Liczba przystanków | Czas przejazdu | Długość trasy | Tabor |
| ----- | ------- | --- | ------------------ | -------------- | ------------- | ----- |
| 1     |         | Gliwice Wójtowa Wieś – Daszyńskiego – Wieczorka – Dolnych Wałów – Zwycięstwa – Bohaterów Getta Warszawskiego – Jagiellońska – Zabrska – Chorzowska – (Zabrze) Wolności – pl. Wolności – Wolności – (Ruda Śląska) Zabrzańska – Dworcowa – Chebzie Pętla |                    |                |               |       |
| 4     |         | Gliwice Wójtowa Wieś – Daszyńskiego – Wieczorka – Dolnych Wałów – Zwycięstwa – Bohaterów Getta Warszawskiego – Jagiellońska – Zabrska – Chorzowska – (Zabrze) Wolności – pl. Wolności – Wolności – Zaborze Pętla                                       |                    |                |               |       |

### Historyczne
| Linia | Pętla początkowa             | Pętla końcowa       | Likwidacja |
| ----- | ---------------------------- | ------------------- | ---------- |
| 1     | Gliwice ul. Zygmunta Starego | Gliwice Dworzec PKP | 1985/1986  |
| 2     | Gliwice ul. Pszczyńska       | Zabrze ul. Lompy    | 1985/1986  |

## Trasa

### Przebieg
Tramwaje w Gliwicach poruszały się następującymi ulicami (od pętli do granic miasta): Daszyńskiego (częściowo jeden tor), Wieczorka (obecnie Siemińskiego), Dolnych Wałów (częściowo jeden tor), Zwycięstwa, Bohaterów Getta Warszawskiego, Jagiellońska, Zabrska, Chorzowska (częściowo jeden tor na wiadukcie). Przystanek strefowy pomiędzy Gliwicami i Zabrzem znajduje się przy zajezdni tramwajowej w Gliwicach.

### Pętla
Pętla tramwajowa znajdowała się na terenie dzielnicy Wójtowa Wieś u zbiegu ulic: Daszyńskiego, Słowackiego i Dolnej Wsi. Pętla powstała około 1971 roku, zlikwidowano ją w 2013 roku i w jej miejsce wybudowano sklep Biedronka.

## Zajezdnia

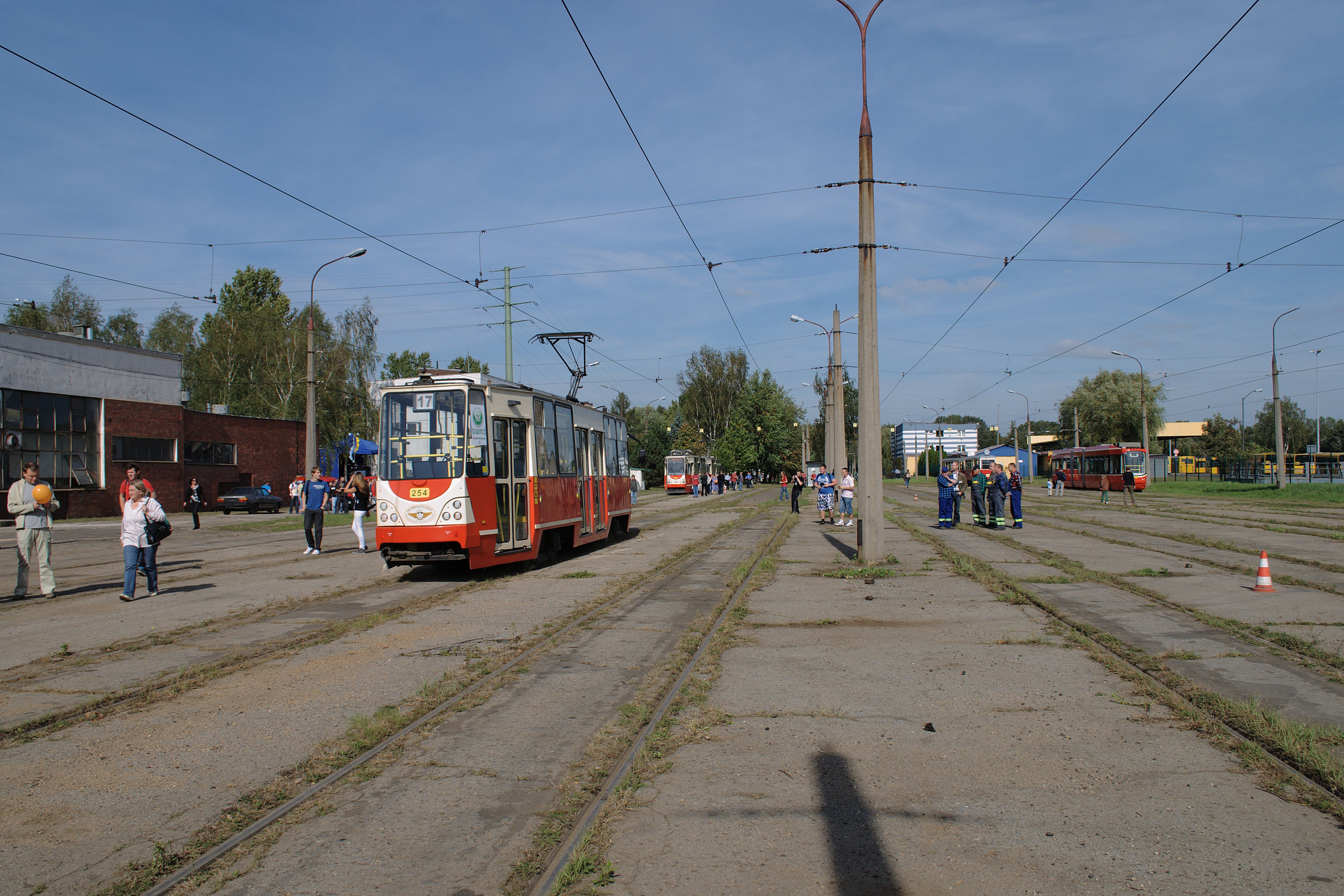
Gliwice – Zajezdnia tramwajowa (2012)

Zajezdnia tramwajowa znajduje się przy ulicy Chorzowskiej 150.

## Tramwaje gliwickie w filmie

### Cień
W jednej ze scen filmu Cień z 1956 roku, w reżyserii Jerzego Kawalerowicza, aktor wyskakuje z tramwaju jadącego po wiadukcie w ciągu ulicy Zabrskiej w Gliwicach.

### Tramwajada
Finałowa scena filmu Tramwajada z 1989 roku, w reżyserii Bolesława Pawicy, rozgrywa się na skrzyżowaniu ulic Zwycięstwa i Dolnych Wałów w Gliwicach. Film opowiada o dzieciach ze śląskiego domu dziecka, które w sylwestrową noc porywają tramwaj i podróżują nim po śląskich miastach.

### Operacja Himmler
Jednej ze scen filmu Operacja Himmler z 1979 roku, w reżyserii Zbigniewa Chmielewskiego, rozgrywa się przed hotelem Haus Oberschlesien (Dom Górnośląski, obecnie Urząd Miejski w Gliwicach), przed którym widać stare tramwaje poruszające się ulicą Zwycięstwa.